# Liste der anglikanischen Bischöfe von Shrewsbury
Die Liste der anglikanischen Bischöfe von Shrewsbury stellt die bischöflichen Titelträger der Church of England, der Diözese von Lichfield, in der Province of Canterbury dar. Der Titel wurde nach der Stadt Shrewsbury benannt.
| Liste der Bischöfe von Shrewsbury | Liste der Bischöfe von Shrewsbury | Liste der Bischöfe von Shrewsbury | Liste der Bischöfe von Shrewsbury |
| --------------------------------- | --------------------------------- | --------------------------------- | --------------------------------- |
| Von                               | Bis                               | Name                              | Anmerkungen                       |
| 1537                              | 1561                              | Lewis Thomas                      |                                   |
| 1561                              | 1888                              | Abeyance                          | Abeyance                          |
| 1888                              | 1905                              | Lovelace Stamer                   |                                   |
| 1905                              | 1940                              | Abeyance                          | Abeyance                          |
| 1940                              | 1944                              | Eric Hamilton                     | danach Dean von Windsor           |
| 1944                              | 1959                              | Robert Hodson                     |                                   |
| 1959                              | 1970                              | William Parker                    |                                   |
| 1970                              | 1980                              | Francis Cocks                     |                                   |
| 1980                              | 1987                              | Leslie Lloyd Rees                 |                                   |
| 1987                              | 1994                              | John Davies                       |                                   |
| 1994                              | 2001                              | David Hallatt                     |                                   |
| 2001                              | 2009                              | Alan Smith                        | danach Bischof von Saint Albans   |
| 2009                              | 2018                              | Mark Rylands                      |                                   |
| 2019                              | Gegenwart                         | Sarah Bullock                     |                                   |